# Jørgen Beck
Jørgen Beck, född 13 december 1914 i Roskilde, död 5 oktober 1991, var en dansk skådespelare. Han filmdebuterade 1945 i Man älskar blott en gång och medverkade sedan i ett otal danska filmer och tv-serier.

## Filmografi (urval)
- 1945 – Man älskar blott en gång
- 1959 – Vi är tokiga allihop
- 1962 – Weekend
- 1969 – Mannen som tänkte ting
- 1972–1977 – Huset på Christianshavn (TV-serie)
- 1978 – Vill du se min snygga navel?
- 1978 – Skytten
- 1979 – Ska vi dansa först?